# Carlos Zegarra
Carlos Alberto Zegarra Zamora (ur. 2 marca 1977 w Limie) – peruwiański piłkarz występujący na pozycji pomocnika. Zawodnik klubu León Huánuco.

## Kariera klubowa
Zegarra karierę rozpoczynał w 1997 roku w zespole Sporting Cristal. W tym samym roku dotarł z nim do finału Copa Libertadores. Wywalczył z nim także wicemistrzostwo Peru. Osiągnięcie to powtórzył również rok później. W 2000 roku odszedł do Alianzy Atlético, której barwy reprezentował przez dwa sezony.
W 2002 roku Zegarra wrócił do Sportingu Cristal. W latach 2002 i 2005 wywalczył z nim mistrzostwo Peru, a w latach 2003 i 2004 wicemistrzostwo Peru. W 2006 roku przeszedł do greckiego PAOK-u Saloniki. Przez pół roku rozegrał tam 5 spotkań w Alpha Ethniki.
W 2007 roku Zegarra powrócił do Peru, gdzie został graczem Alianzy Lima. Spędził tam sezon 2007. Następnie grał w Juan Aurich, a w 2010 roku przeniósł się do zespołu León Huánuco. Zadebiutował tam 14 lutego 2010 roku w wygranym 1:0 meczu rozgrywek Primera División Peruana z Alianzą Lima.

## Kariera reprezentacyjna
W reprezentacji Peru Zegarra zadebiutował w 2003 roku. W 2004 roku został powołany do kadry na turniej Copa América. Zagrał na nim w meczach z Boliwią (2:2) oraz Argentyną (0:1), a Peru odpadło z rozgrywek w ćwierćfinale.